# Thallarcha chrysochroa
Thallarcha chrysochroa är en fjärilsart som beskrevs av George Francis Hampson 1900. Thallarcha chrysochroa ingår i släktet Thallarcha och familjen björnspinnare. Inga underarter finns listade i Catalogue of Life.